# Raskit
Raskit è il sesto album in studio del rapper britannico Dizzee Rascal, pubblicato nel 2017.

## Tracce
1. Focus – 3:26
2. Wot U Gonna Do? – 3:24
3. Space – 3:55
4. I Ain't Even Gonna Lie – 3:29
5. The Other Side – 3:36
6. Make It Last – 3:14
7. Ghost – 2:59
8. Business Man – 3:13
9. Bop n' Keep It Dippin' – 4:25
10. She Knows What She Wants – 3:23
11. Dummy – 4:22
12. Everything Must Go – 3:21
13. Slow Your Roll – 3:51
14. Sick a Dis – 3:24
15. The Way I Am – 3:22
16. Man of the Hour – 3:55